# Кумандыш
Кума́ндыш — река в России, протекает в Вилегодском районе Архангельской области. Является левым притоком реки Виледь (бассейн Северной Двины).

## География
Исток находится на водоразделе левых и правых притоков Виледи. Кумандыш течёт по лесной, ненаселённой местности. У реки довольно спокойное течение. Устье реки находится в 301 км от устья Виледи по левому берегу. Длина реки составляет 18 км, площадь водосборного бассейна 118 км². Кумандыш — один из первых значимых притоков Виледи.

## Данные водного реестра
По данным государственного водного реестра России относится к Двинско-Печорскому бассейновому округу, водохозяйственный участок реки — Вычегда от города Сыктывкар и до устья, речной подбассейн реки — Вычегда. Речной бассейн реки — Северная Двина.
Код объекта в государственном водном реестре — 03020200212103000024433.